# Duc de Norfolk
Pour les articles homonymes, voir Norfolk.
Le titre de duc de Norfolk a été créé trois fois dans la pairie d'Angleterre. C'est actuellement le plus ancien titre ducal subsistant dans les îles britanniques.
Le premier titre de duc de Norfolk est créé par Richard II en 1397 pour Thomas de Mowbray, 1er comte de Nottingham. À la mort en exil de ce dernier, en 1399, le titre est confisqué. Il est restitué à son fils puîné John de Mowbray en 1425. Ce titre s'éteint en 1476 avec le quatrième duc. 
Le titre est recréé une deuxième fois le 7 février 1477 pour Richard de Shrewsbury, gendre du dernier duc et fils d'Édouard IV. À son emprisonnement, en 1483, la pairie est à nouveau confisquée. 
Ce titre est recréé une dernière fois en 1483 pour John Howard, petit-fils de Thomas Mowbray. Après de nombreuses vicissitudes, dues notamment au fait que les membres de la famille Howard sont restés catholiques dans une monarchie protestante, le titre est aujourd'hui porté par son descendant et dix-huitième duc, Edward FitzAlan-Howard. 
Depuis le XIVe siècle, la fonction de comte-maréchal d'Angleterre est attachée au titre de duc de Norfolk. Elle assure à son possesseur un siège à la Chambre des lords, même après la réforme de 1999. Le duc actuel possède également les titres de comte d'Arundel, de comte de Surrey, de comte de Norfolk, de baron Beaumont (en), de baron Maltravers et de baron FitzAlan, tous dans la pairie d'Angleterre et de baron Howard de Glossop dans la pairie du Royaume-Uni.
Sur le plan religieux, les ducs de Norfolk sont récusants.

## Première création (1397)
- 1397-1399 : Thomas de Mowbray (1368-1399), 6e baron Mowbray, 7e baron Segrave, 1er comte de Nottingham. Le titre est confisqué après sa mort ;
- 1425-1432 : John de Mowbray (1392-1432), 5e comte de Norfolk et 3e comte de Nottingham, fils du précédent : titre restauré en 1425 ;
- 1432-1461 : John de Mowbray (1415-1461), fils du précédent ;
- 1461-1476 : John de Mowbray (1444-1476), fils du précédent.

À sa mort sans héritier mâle, le titre s'éteint.

## Deuxième création (1478)
- 1478-1483 : Richard de Shrewsbury (1473-1483), deuxième fils d'Édouard IV d'Angleterre.

## Troisième création (1483)

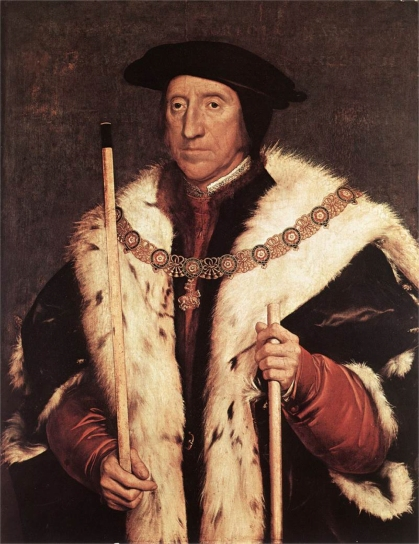
Thomas, 3e duc de Norfolk, tenant la verge de comte-maréchal.

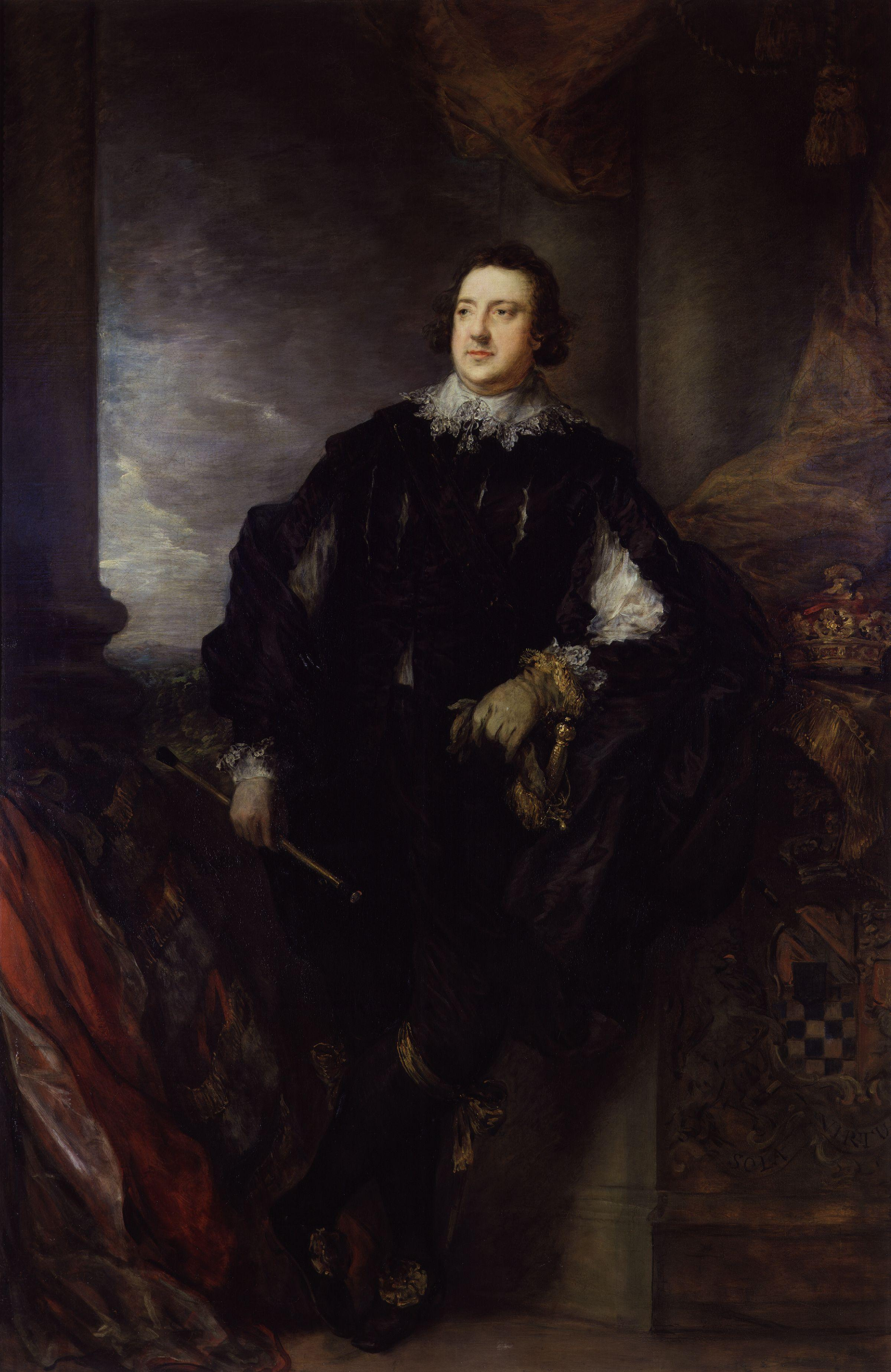
Charles Howard
11ème Duc de Norfolk
1784-1786
par Thomas Gainsborough
National Portrait Gallery
Arundel Castle

- 1483-1485 : John Howard (1430-1485). À sa mort, le titre est confisqué.
- 1514-1524 : Thomas Howard (1443-1524), fils du précédent. Le titre lui est restitué en 1514.
- 1524-1547 et 1553-1554 : Thomas Howard (1473-1554), fils du précédent. Il est entraîné dans la chute de sa nièce, Catherine Howard, et privé du titre de 1547 à 1553.
- 1554-1572 : Thomas Howard (1536-1572), petit-fils du précédent. Impliqué dans le complot de Ridolfi, il est convaincu de trahison et exécuté. Le titre est confisqué.
- 1660-1677 : Thomas Howard (1627-1677), arrière-petit-fils du précédent. Le titre lui est restitué à la Restauration, à la demande presque générale des autres pairs.
- 1677-1684 : Henry Howard (1628-1684), frère du précédent.
- 1684-1701 : Henry Howard (1655-1701),
- 1701-1732 : Thomas Howard (1683-1732) ;
- 1732-1777 : Edward Howard (1686-1777) ;
- 1777-1786 : Charles Howard (1720-1786) ;
- 1786-1815 : Charles Howard (1746-1815) ;
- 1815-1842 : Bernard Edward Howard (1765-1842) ;
- 1842-1856 : Henry Charles Howard (1791-1856) ;
- 1856-1860 : Henry Granville Fitzalan-Howard (1815-1860) ;
- 1860-1917 : Henry Fitzalan-Howard (1847-1917) ;
- 1917-1975 : Bernard Marmaduke Fitzalan-Howard (1908-1975) ;
- 1975-2002 : Miles Francis Fitzalan-Howard (1915-2002) ;
- depuis 2002 : Edward William Fitzalan-Howard (né en 1956) ; 
  - héritier apparent : Henry Miles Fitzalan-Howard, comte d'Arundel (né en 1987).